# Megastróbilo
Em botânica, chama-se megastróbilo à inflorescência(folha fertil) feminina das coníferas, vulgarmente chamada pinha, nos pinheiros, mas que pode ter aspectos muitos diferentes em outras gimnospermas.